# Орлю
Орлю́ (фр. Orlu) — коммуна во Франции, находится в регионе Окситания. Департамент коммуны — Арьеж. Входит в состав кантона Акс-ле-Терм. Округ коммуны — Фуа.
Код INSEE коммуны — 09220.

## Население
Население коммуны на 2008 год составляло 194 человека.
| 1962 | 1968 | 1975 | 1982 | 1990 | 1999 | 2008 |
| ---- | ---- | ---- | ---- | ---- | ---- | ---- |
| 93   | 125  | 133  | 147  | 179  | 195  | 194  |

## Экономика

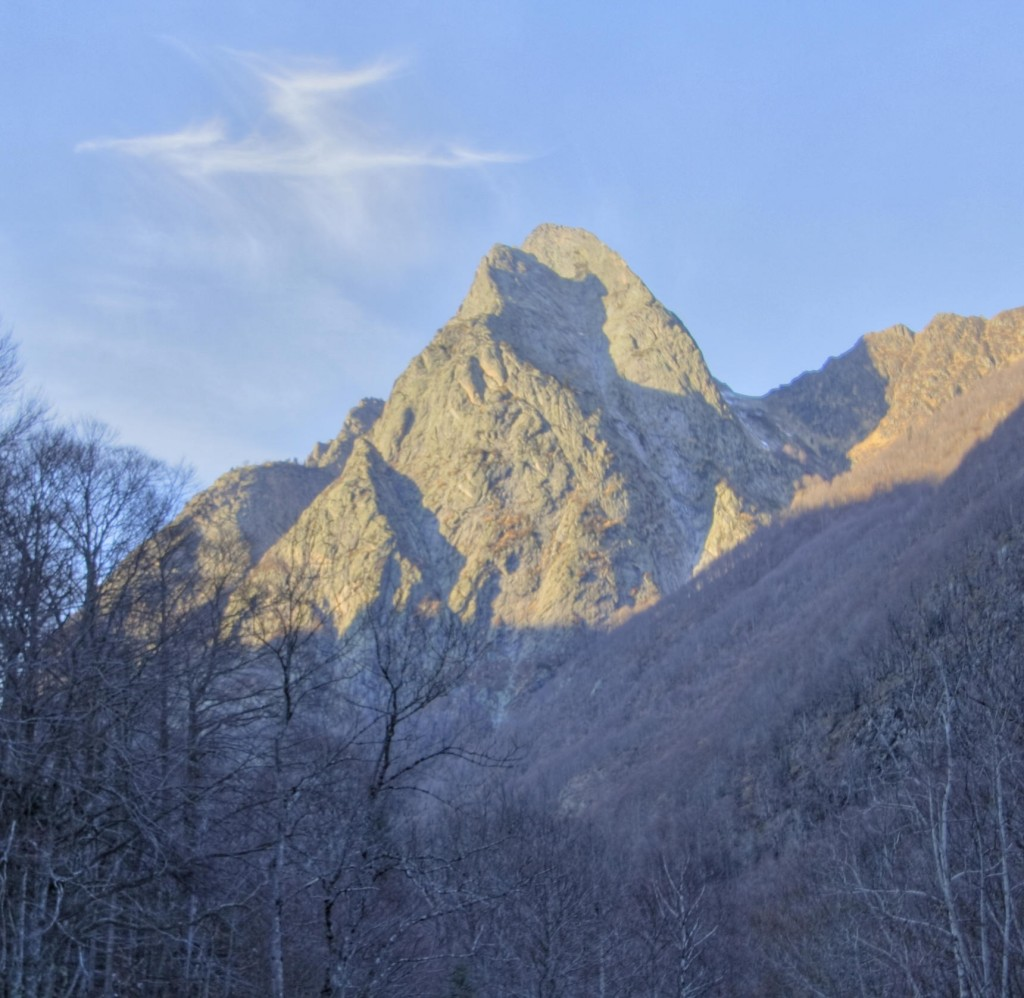
Гора Ла-Дан д’Орлю (2222 м)

В 2007 году среди 126 человек в трудоспособном возрасте (15—64 лет) 89 были экономически активными, 37 — неактивными (показатель активности — 70,6 %, в 1999 году было 67,3 %). Из 89 активных работали 79 человек (44 мужчины и 35 женщин), безработных было 10 (5 мужчин и 5 женщин). Среди 37 неактивных 9 человек были учениками или студентами, 23 — пенсионерами, 5 были неактивными по другим причинам.